# Pomadasys incisus
El roncador (Pomadasys incisus) es una especie de pez de la familia de los hemúlidos y del orden de los perciformes.

## Distribución geográfica
Habita en el Mediterráneo occidental y el Atlántico oriental, desde el Estrecho de Gibraltar hasta Angola. En las Baleares abunda más en la Bahía de Palma.

## Morfología
Los machos pueden alcanzar los 50 cm de longitud total. El cuerpo es oval y comprimido lateralmente. La cabeza es grande, larga y corresponde a un tercio de la longitud total. Los ojos son grandes. La boca es pequeña y oblicua. Presenta una hendidura en la aleta dorsal entre los radios duros y los blandos. Las aletas pectorales se encuentran a la misma altura que las pélvicas. La aleta caudal es escotada.  El dorso es amarillo con tonos grises. El vientre es plateado. Tiene una mancha negra en el opérculo.

## Hábitat
Es demersal y se mantiene cerca del litoral, hasta 50 m de  profundidad,en fondos rocosos y arenosos. Puede encontrarse en cuevas con fondos de arena.

## Comportamiento
Es gregario y forma cardúmenes muy numerosos. Emite sonidos cuando roza los huesos faríngeos, de manera que la vejiga natatoria actúa como amplificador.

## Alimentación
Come invertebrados pequeños del Bentos.

## Reproducción
La reproducción ocurre en el verano.